# Sapad
Sapad est une localité de la province de Lanao du Nord, aux Philippines. En 2015, elle compte 21 309 habitants.